# Grzegorz Jawor
Grzegorz Ryszard Jawor (ur. 14 marca 1960) – polski historyk i nauczyciel akademicki, profesor nauk humanistycznych, były wicewojewoda lubelski.

## Życiorys
Ukończył studia z zakresu historii na Uniwersytecie Marii Curie-Skłodowskiej w Lublinie. W 1984 został asystentem-stażystą w Instytucie Historii UMCS. W 1989 uzyskał stopień naukowy doktora, a w 2000 został doktorem habilitowanym. Tytuł naukowy profesora nauk humanistycznych uzyskał w 2014. Na UMCS zajmuje stanowisko profesora nadzwyczajnego, pełni funkcję zastępcy dyrektora Instytutu Historii UMCS. Specjalizuje się w zakresie historii średniowiecznej Polski, a zwłaszcza w historii wsi polskiej na przełomie średniowiecza i czasów nowożytnych, dziejami osadnictwa wołoskiego w polskich Karpatach, edycjami tekstów źródłowych.
Od 7 listopada 2005 do 18 grudnia 2006  zastępca prezydenta Lublina. 27 marca 2007 został powołany na stanowisko I wicewojewody lubelskiego. Od 5 listopada do 30 listopada 2007, kiedy to odszedł z urzędu, pełnił obowiązki wojewody lubelskiego w związku z objęciem przez Wojciecha Żukowskiego mandatu poselskiego.
Wszedł w skład komitetu wspierającego kandydaturę Karola Nawrockiego na prezydenta RP w wyborach w 2025.

## Życie prywatne
Żonaty (żona Beata), ma trzech synów.

## Publikacje
- Ludność chłopska i społeczności wiejskie w województwie lubelskim w późnym średniowieczu (schyłek XIV-początek XVI wieku), Lublin 1991, ss. 174.
- Osady prawa wołoskiego i ich mieszkańcy na Rusi Czerwonej w późnym średniowieczu, Lublin 2000, ss. 227 (w tym 11 map). Wydanie drugie: uzupełnione, Lublin 2004, ss. 227.
- Aşezările de drept valah şi locuitorii lor din Rutenia Roşie în Evul Mediu târziu, Editura Universităţii  Alexandru Ioan Cuza din Jaşi, 2013, p. 274.(monografia osadnictwa wołoskiego w języku rumuńskim).

Edycje źródłowe
- Księgi sądowe miasta Wąwolnicy z lat 1477-1500, wyd. Jawor i A. Sochacka, pod red. R. Szczygła, Lublin 1998, ss. 282.
- Księga sądowa miasta Kamionki w ziemi lubelskiej 1481-1559, oprac. A. Sochacka i G. Jawor. Fontes Lublinenses, t. II, Lublin 2009, ss. 331.
- Księga sądowa podlubelskiej wsi Konopnicy 1521 – 1555, oprac. G. Jawor i M. Kołacz-Chmiel. Fontes Lublinenses, t. III, Lublin 2009, ss. 145.
- Księgi wójtowsko-ławnicze miasta Lublina z XV wieku, oprac. i wyd. G. Jawor, M. Kołacz-Chmiel, A. Sochacka. Wstęp: P. Dymmel i Wydawcy Lublin 2012, ss. 623.

Artykuły i rozdziały
- Z dziejów opozycji politycznej w średniowiecznej Polsce. Grot i Łukasz ze Słupczy (ok. 1370-1471), „Rocznik Lubelski”, R. XXVII-XXVIII: 1985–1986, (druk:) 1988, s. 7-24.
- Obraz rodziny chłopskiej w Polsce XV wieku w świetle ksiąg oficjała lubelskiego, „Annales UMCS”, sectio F. Historia, vol. XLI/XLII: 1986/1987, (druk:) 1989, s. 81-91.
- Ekonomiczne i społeczne aspekty zbiegostwa ludności wiejskiej na ziemi lubelskiej w XV wieku, „Roczniki Dziejów Społecznych i Gospodarczych”, R. XLVIII: 1987, (druk:) 1991, s. 139-152.
- Imigranci ruscy i wołoscy we wsiach województwa lubelskiego w późnym średniowieczu, „Annales UMCS”, sectio F. Historia, vol. XLIII/XLIV: 1988−1989, (druk:) 1991, s. 7-20.
- Rodzina chłopska ziemi lubelskiej w późnym średniowieczu, „Region Lubelski”, R. 4 (6): 1989–1990, (druk:) 1991, s. 19-24.
- Niedobory zboża na przednówku w gospodarstwach chłopskich ziemi lubelskiej w XV i początkach XVI wieku. Problem głodu czy dystrybucji? W: Nędza i dostatek na ziemiach polskich od średniowiecza po wiek XX. Materiały sesji zorganizowanej przez IHKM PAN 20-22 maja w Warszawie, pod red. J. Sztetyłły, Warszawa 1992, s. 25-31.
- Policzna w dobie Kochanowskich, W: Policzna. Przeszłość i dzień dzisiejszy radomskiej wsi, pod red. K. Myślińskiego, Radom 1993, s. 15-22.
- Zasięg i charakter osadnictwa wołoskiego na Rusi Czerwonej w XIV–XVI wieku, W: Галицько-волинська держава: передумови, виникнення, історія, культура, традиції. Галич 19-21 серпня 1993 р. Тези доповідей та повідомлень. Львів 1993, s. 123-125)-opublikowane ponownie W: Другий Мижднародный Конгрес Украіністив. Львів 22-28 серпня 1993 r., Львів 1994, s. 34-36.
- Społeczność Urzędowa w XV wieku w świetle ksiąg oficjała lubelskiego, „Region Lubelski”, R. 5 (7): 1991–1993, (druk:) 1996, s. 19-24.
- Bibliografia publikacji naukowych prof. dr. hab. Ryszarda Szczygła oraz wykaz wykonanych pod jego kierunkiem prac magisterskich. Oprac. G. Jawor, B. Nowak, S. Syty, Lublin 1996, ss. 24.
- Oblicze etniczne i osadnictwo okolic Goraja w późnym średniowieczu, „Region Lubelski”, R. 6(8): 1994–1996, Lublin 1998, s. 53-60.
- Etniczny aspekt osadnictwa wołoskiego na przedpolu Karpat w Małopolsce i Rusi Czerwonej ( XIV – XV), W: Początki sąsiedztwa. Pogranicze etniczne polsko-rusko-słowackie w średniowieczu. Materiały z konferencji – Rzeszów 9-11 V 1995, pod red. M. Parczewskiego i S. Czopka, Rzeszów 1996, s. 301-306. W tym samym wydawnictwie opublikowano również na s. 308 Głos w dyskusji, dotyczący problematyki sesji.
- Drobne znaleziska monet na obszarze województwa lubelskiego (materiały, cz. I), „Lubelskie Wiadomości Numizmatyczne, R. V: 1996, s. 61-63. (Wspólnie z J. Simem).
- Strungi i zbory. Instytucje organizacji społecznej wsi na prawie wołoskim w średniowiecznej Polsce, „Kwartalnik Historii Kultury Materialnej” R. XLV: 1997, nr 2, s. 179-186.
- Współistnienie grup etnicznych na Rusi Czerwonej w XV–XVI wieku na przykładzie stosunku do społeczności wołoskich. „Annales UMCS”, sectio F. Historia, vol. LII/LIII: 1997/1998, s. 53-65.
- Wołoskie wspólnoty terytorialne w średniowiecznej Polsce. (Wojewodowie i okręgi wołoskie na Rusi Czerwonej na przełomie XIV – XV wieku), W: Центральна і східна Європа в XV–XVIII століттях: Питання соціално – економічної та політичної історії. До 100-річчя від дня народження Професора Дмитра Похилевича. За ред. Л. Зашкіљняка та М. Крикуна, Львів 1998, s. 87 – 94.
- Opieka społeczna na wsi lubelskiej w XV–XVI wieku, W: Szpitalnictwo w dawnej Polsce. Studia i Materiały z Historii Kultury Materialnej, t. LXVI, Warszawa 1998, s. 69-74.
- Osadnictwo wołoskie nad górnym i środkowym Bugiem do początków XVI wieku, W: Zamojszczyzna i Wołyń w minionym tysiącleciu. Historia, kultura, sztuka, pod red. J. Feduszki (i in.), Zamość 2000, s. 39-45.
- Społeczności chłopskie w lubelskich dobrach Firlejów w późnym średniowieczu, W: II Janowieckie Spotkania Historyczne, Janowiec nad Wisłą 2000, s. 59-84.  *  Вoлocькe ocaдництвo нa тepeнaх Poзтoччя y пiзньomy cepeдньoвiччi „Bicник Львiвcькoгo Yнiвepcитeтy”. Cepiя icmopичнa 35/36, Львiв 2000 (druk:) 2001, s. 58-75.
- Rozwój osadnictwa w okolicach Frampola w późnym średniowieczu, W: Frampol i okolice. Zarys dziejów do 1918 r. t. 1, pod red. R. Jasińskiego, Frampol 2002, s. 56-65.
- G. Jawor, R Szczygieł, Pogranicze Słowiańszczyzny zachodniej i wschodniej w późnym średniowieczu i czasach nowożytnych. W: Geograficzne problemy pogranicza Europy zachodniej i wschodniej, pod red. H. Maruszczaka i Z. Michalczyka, Lublin 2004, s. 61-72 (wydawnictwo 57 Zjazdu Polskiego Towarzystwa Geograficznego).
- Замість висновків, W: В. Інкін, Сільське суспільство Галицького Прикарпаття у XVI–XVIII століттях. Історичні нариси, Львів 2004, s. I-XX+1-420+XXI-CII (autorstwo zakończenia monografii w formie artykułu naukowego w j. ukraińskim na s. XXI-XXXII).
- Służba najemna w gospodarstwach chłopskich w Polsce w późnym średniowieczu (na przykładzie ziemi lubelskiej), „ Annales Academiae Paedagogicae Cracoviensis”. Nr 21. Studia Historica III: Księga jubileuszowa profesora Feliksa Kiryka, Kraków 2004, s. 493-500.
- Migracje wołoskie w Europie Środkowej w późnym średniowieczu i u progu epoki nowożytnej, W: Wędrówka i etnogeneza w starożytności i w średniowieczu, pod red. M. Salamona i J. Strzelczyka, Instytut Historii UJ-Kraków 2004, s. 337-354. (Wydawnictwo związane z 17 Powszechnym Zjazdem Historyków Polskich w Krakowie).
- „Pracowici i szlachetni”. Ślady przenikania kmieci do szlachty w piętnastowiecznych źródłach lubelskich. W: Na pograniczu kultur, języków i tradycji. Prace ofiarowane Prof. R. Szczygłowi w sześćdziesiątą rocznicę urodzin, pod red. M. Mądzika i A.A. Witusika, Lublin 2004, s. 75-82.
- Wśród lasów, łąk i pół. Osadnictwo okolic Szczebrzeszyna w późnym średniowieczu. W: Peregrinatio ad veritatem. Studia ofiarowane profesor Aleksandrze Witkowskiej OSU z okazji 40-lecia pracy naukowej, pod red. U. Borkowskiej (i innych), Lublin 2004 (druk:) 2005, s. 151-162.
- Rzeczy wartościowe w posiadaniu chłopów lubelskich w świetle ksiąg sądowych z XV wieku, „Res Historica”, t. 20, pod red. H. Gmiterka i G. Jawora, Lublin 2005, s. 35-42.
- Zaplecze osadnicze miasta w późnym średniowieczu, W: Dzieje Hrubieszowa, t. 1, pod red R. Szczygła, Hrubieszów 2006, s. 103-117.
- Dzieje jednej kariery chłopskiej w późnośredniowiecznej Polsce. Jakub Łowiesza z Krępca, „Res Historia”, t. 23, pod red. H. Gmiterka, Lublin 2006, s. 9-17.  *  Rozwój sieci osadniczej na obszarze gminy Uchanie od późnego średniowiecza do czasów współczesnych, W: Dzieje Uchań 1484-2006, pod red. K. Spaleńca, Uchanie 2006, s. 47-58.
- Proces o przywłaszczony skarb kmiecia Piotra Miazka z podlubelskiej Konopnicy z lat 1553 – 1554. “Lubelskie Wiadomości Numizmatyczne”, 15: 2009, s. 60-67.
- Migracje wołoskie w Europie Środkowej w późnym średniowieczu i u progu epoki nowożytnej, W: Wędrówka i etnogeneza w starożytności i w średniowieczu, pod red. Salamona i J. Strzelczyka, Instytut Historii UJ, wyd. II uzupełnione, Kraków 2010, s. 403 – 422.
- G. Jawor i A. Rozwałka, Wytop i dystrybucja żelaza w XV–XVI w. w świetle najstarszej księgi sądowej miasta Kamionki w ziemi lubelskiej i źródeł archeologicznych, „Archeologia Polski Środkowo-Wschodniej”. T. X: 2008, [druk:] 2010, s. 163-172.
- Imitacje monet typu VICTORIE LAETAE PRINC PERP. Z dziejów mennictwa na obszarach naddunajskich w czasach Konstantyna Wielkiego. „ Lubelskie Wiadomości Numizmatyczne”. T. XVI: 2010, s. 58-71.
- Wołosi – zapomniani kolonizatorzy Zamojszczyzny na przełomie średniowiecza i czasów nowożytnych. Wykład inauguracyjny na WSH-E w Zamościu, Zamość 2010, ss. 12.
- Zjawisko ubóstwa na wsi polskiej XV – XVI wieku. (Na przykładzie ziemi lubelskiej). W: Zbytek i ubóstwo w starożytności i średniowieczu, pod red. L. Kostuch, K. Ryszewskiej, Kielce 2010, s. 441 – 452.
- Elity osad prawa wołoskiego na Rusi Czerwonej. Przemiany i trwanie (na przykładzie wsi Lubycza w województwie bełskim od XV do połowy XIX w.) „Średniowiecze Polskie i Powszechne”, t. 3(7): Katowice 2011, pod red. J. Sperki i B. Czwojdrak, s. 227 – 241.
- Pasterstwo na obszarach górskich Rusi Czerwonej i Małopolski od XIV do połowy XVI wieku, [w:] Kpiзь століття. Cтудії на пошану Миколи Крикуна з нагоди 80 – річчя, Львів 2012, s.35 – 42.
- Wiejskie łaźnie w średniowiecznej Polsce w świetle lubelskich i chełmskich zapisów sądowych z XV wieku, „Res Historica”, nr 33: 2012, s. 29-37.
- Żelazo w gospodarstwach chłopskich ziemi lubelskiej w XV wieku. Asortyment, produkcja i dystrybucja [w:] Miasta i ludzie. Sacrum i profanum. Studia z dziejów społecznych i gospodarczych dedykowane Profesorowi Jerzemu Motylewiczowi, pod red. P.Graty, B. Lorens, Rzeszów 2013, s. 23-34.
- Gospodarka i osadnictwo w strefie bieszczadzkich połonin w XV i XVI wieku, [w:] Region i regionalizm w archeologii i historii, pod red. J. Hoff i S. Kadrowa, Wydawnictwo Uniwersytetu Rzeszowskiego, Rzeszów 2013, s. 143-154.
- Pierwsze pokolenia mieszkańców wsi bieszczadzkich w XIV–XVI w. (Pochodzenie etniczne i terytorialne.), W: Narodziny Rzeczypospolitej. Studia z dziejów średniowiecza i czasów wczesnonowożytnych, t. I, pod red. W. Bukowskiego i T. Jurka, Kraków 2013, s. 567-582.
- Sur la provenance territoriale des immigrés valaques dans le royaume de Pologne (XIVème s. – début du XVIème), « Banatica » t. 23:2013, p.545-555.  45.  Le pastoralisme valaque dans les Carpates Polonaises au XVème et XVIème siècle (l'exemple de Bieszczady), « Banatica » t. 24, II: 2014, p. 151-166.
- Ius Valachicum în Polonia medievala. Partea I: tribunalele valahe numite strunga sau zbory / Ius Valachicum dans la Pologne médiévale. Partie I: les tribunaux valaques dits strungi ou zbory, «Istros» XX: 2014, p. 493 – 521.
- G. Jawor, M. Kołacz-Chmiel, Przemiany etniczne na obszarach wiejskich pogranicza polsko-ruskiego w późnym średniowieczu (na przykładzie międzyrzecza Wisły i Bugu). W : Scientia nihil est quam veritatis imago.Studia ofiarowane Profesorowi Ryszardowi Szczygłowi w siedemdziesięciolecie urodzin. Pod red. A. Sochackiej i P. Jusiaka, Lublin 2014 [druk :] 2015, s. 113-130
- Początki oficjalnej korespondencji więźniów obozu koncentracyjnego na Majdanku (jesień 1943 r.), „Rocznik Lubelski”, T. XL : 2014 [druk:] 2015, s. 155-167.
- Ius Valachicum în Polonia medievala. Partea I: tribunalele valahe numite strunga sau zbory / Ius Valachicum dans la Pologne médiévale. Partie I: les tribunaux valaques dits strungi ou zbory, "Istros", t. 20, 2015, s. 493-521.
- Przemiany etniczne na obszarach wiejskich pogranicza polsko-ruskiego w późnym średniowieczu (na przykładzie międzyrzecza Wisły i Bugu, [w:] Scietntia nihil est quam veritatis imago. Studia  ofiarowane Profesorowi Ryszardowi Szczygłowi w siedemdziesięciolecie urodzin, pod red. A. Sochackiej, P. Jusiaka, Lublin 2015
- Northern Extent of Settlement on the Wallachian Law in Medieval Poland, « Res Historica », nr 41 : 2016, p. 35-49.
- Osadnictwo historyczne od XIV do początków XVII w. W: Bojkowszczyzna Zachodnia – wczoraj, dziś i jutro. Tom 1. Monografie IGiPZ, 17, Instytut Geografii i Przestrzennego Zagospodarowania PAN. Pod red. J. Wolskiego, Warszawa 2016, s. 361-394.
- Seasonal pastoral exploitation of forests in the area of Subcarpathia in the 15th and 16th century. «  Balcanica Posnaniensia. Acta et studia ». Vol. 23 : 2016, s. 175-186.
- Балкански имигранти у Пољској XVI века. Случај брађеДукaђиновича, власникa градa Уланова на Подољу. « ИСТОРИЈСКИ ЧАСОПИС” (THE HISTORICAL REVIEW), књ. LXVI (BEOGRAD: 2017) стр. 257–275.
- Vigesima agnorum et decima porcorum. Redevances pastorales dans les villages valaques en Pologne aux XVe et XVI siecles. “Banatica” 28: Cluj-Napoca 2018, s. 465-479.
- Particularités de «ius Valachicum» dans la Pologne du XVe et XVIe siècles. Question de l’autorité exercée sur les paroisses orthodoxes par les knyazes. W: Studia mediaevalia Europaea et Orientalia. Miscellanea in honorem professoris emeriti Victor Spinei oblata, red. G. Bilavschi, D. Aparaschivei, Bucureşti 2018, s. 529-543.
- La colonisation valaque sur les versants nord des Carpates pendant le Petit Âge Glaciaire (aux XVe et XVIe siècles ), “Balcanica Posnaniensia”, t. 25: 2018, s. 251-268.
- Ius Valachicum jako narzędzie kolonizacji obszarów peryferyjnych (na przykładzie pogranicza polsko-ruskiego w XIV–XVI wieku), [w:] Materiały V Kongresu Mediewistów Polskich. T. 3: Pogranicza w polskich badaniach mediewistycznych, [red.] A. Janeczek, M. Parczewski, M. Dzik, Rzeszow 2019, s. 177-192.
- Commentary by Jan Zamoyski, the Royal secretary, on legal customs of the Vlachs of Sambir from 1568, “Analele Universitatii din Craiova – Seria Istorie”, r. 24: 2019, nr 2, s. 7-21.
- Le rôle des corvées dans le système des redevances acquittées par les habitants des villages de ius Valachicum en Petite-Pologne et en Ruthénie de la Couronne aux XVe et XVIe siècles. “ Balcanica Posnanensia. Acta et Studia”, 26:2019, s. 249-262.
- Grzegorz Jawor, Małgorzata Kołacz-Chmiel, Between stagnation on and modernisation. Economic and social transformations of countryside in the Polish-Ruthenian border in the late middle ages (example of Hrubieszów County), “Res Historica” 51: 1921, p. 145-168.
- G. Jawor, M. Kołacz-Chmiel, Wdowy-dysponentki gospodarstw chłopskich w późnośredniowiecznej Polsce w świetle ksiąg sądów szlacheckich i kościelnych (na przykładzie ziemi lubelskiej), „Roczniki Dziejów Społecznych i Gospodarczych”, 81: 2020, s. 123-151.
- Migracje ludności wiejskiej na pograniczu polsko-mołdawskim w XVI wieku, „Balcanica Posnanensia. Acta et studia”, XXVIII/1: Ius Valachicum II, 2021, s. 177-190.
- Portée sociale des stéréotypes concernant les habitants des villages valaques en Pologne aux XVe et XVIe siècles, „Quaestiones Medii Aevi Novae”, vol. 25:2020, s. 221-236.
- Impact of Climate Change in the Little Ice Age on Mountain Communities of the 15th and 16th c. The Polish Carpathians: a Case Study, „Res Historica”, vol. 54: 2022, s. 75-94.
- Udział mieszkańców wsi prawa wołoskiego w systemie egzekwowania prawa na obszarze Karpat polskich w XV i XVI wieku, w: Jednostka, rodzina i struktury społeczne w perspektywie historycznej: księga jubileuszowa dedykowana Profesorowi Cezaremu Kukli z okazji 45-lecia pracy naukowej.  Red. R. Poniat, P. Łozowski, Białystok 2022, s. 567-574.
- Changes in the Natural Environment around the Wallachian Villages on the Northern Slopes of the Carpathians in the 15th and 16th centuries, „Annales UMCS”, sectio F, vol. 77: 2022, s. 47-65.